# カウテレビジョン
カウテレビジョンは、福岡県福岡市中央区天神に本社を置く株式会社カウテレビジョンが2005年2月から運営するインターネットテレビ局。著名な社長にインタビューする対談番組の先駆けである。

## 概要

### 起業までの歩み
カウテレビジョンの創業者、髙橋康徳は大学を卒業後、テレビ西日本(フジテレビ系列福岡)に就職し、報道記者として8年間勤務し、その間にニュースやドキュメンタリー等の原稿を3000本執筆した。2004年3月末でテレビ西日本を退職し、「スピンアウト(当時は有限会社)」を創業。起業当初は地上波テレビ局の番組制作を主に行っていたが、半年ほど経った2004年9月からインターネットテレビ構想を始める。

### カウテレビジョン開局
2005年2月1日にインターネットテレビ局「カウテレビジョン」を開局。
当時はベンチャー企業、「スターブランド」「ネクストベリー」「KATAOKA KIKAKU」「スピンアウト」の4社によるジョイントベンチャーの形を取っていた。その後、4社のジョイントベンチャーから株式を買取る形でカウテレビジョンはスタートした。
2005年9月にビジネスプランコンテストでステップアップ大賞を受賞。これをきっかけに、徐々に福岡市内での企業専門の映像制作事業を開始した。企業のドキュメンタリー映像を主軸にした、情報発信支援の事業がここからスタートしていく。
2007年9月に「株式会社カウテレビジョン」として、スピンアウトから分社化した。
2007年 株式会社ピエトロのホームページ内にピエトロTV(自社専門のインターネットテレビ局)をプロデュースしたのをきっかけに、企業のホームページ内に各社オリジナルのインターネットテレビ局をプロデュースする事業がスタートしていく。社長のインタビューや、その会社を紹介するドキュメンタリーや採用ドキュメンタリーが主なコンテンツとなっていった。
2010年8月16日に「カウテレビジョン香港支局」を開局。香港で活躍する日本人起業家を中心に取材活動を展開。

## 沿革
- 2004年5月 創業（スピンアウト有限会社として）
- 2005年2月 インターネットテレビ局カウテレビジョン開局
- 2005年9月 福岡市ビジネスコンテスト大賞受賞[2]
- 2007年8月 映像ニュースレター「カウボーイタイムズ」創刊
- 2008年5月 天神ピエトロビルに移転
- 2008年6月 マイカンパニーTV提供開始（第1号はピエトロTV）
- 2008年7月 社員人間ドック制度スタート
- 2009年4月 社長室101パーティー（101社達成記念）
- 2010年6月 九州アントレプレナー大賞受賞（九州ニュービジネス協議会）[3]
- 2010年3月 映像活用セミナー開始
- 2010年8月 カウテレビ香港支局オープン
- 2011年7月 リフレッシュ休暇導入
- 2011年11月 モチアップシアター提供開始
- 2012年2月 モチアップ早朝勉強会スタート
- 2013年12月 大久保秀夫塾に参加
- 2014年7月 東京支社開設
- 2014年7月 10周年感謝の集い
- 2015年4月 九州産業大学の講義にモチアップが採用
- 2015年7月 福岡本社移転
- 2016年8月 東京支社移転[4]

## 存在意義・経営哲学
「価値を伝える」を存在意義(経営理念)としている。社会に点在している価値を、取材を通じて再発見し、番組として整理・加工し、社会に届けていく。取材力、番組制作力、発信力を三位一体で提供していくサービスを通じて、社会をより良い所へ導いていくことを使命としている。
経営の哲学として、「大家族主義」を掲げており、社員の家族も含めた大きなコミュニティを志している。その制度の一例として、社員の両親の誕生日を休日とする「親孝行ホリデー」を創業当初から行っている。
制作哲学として、「3つの器」という理念を掲げており、これは世間で言われる「三方良し(売り手良し、買い手良し、世間良し)」に順番を付けた、制作番組を作るための哲学である。この順番とは、まず視聴者＝社会を最重要視するというもので、重ね合わせた3つの器をイメージとしている。一番上が視聴者(＝社会)の器、二段目がクライアント(＝企業)、三段目が制作会社＝(カウテレビジョン)の器とすることによって、まず視聴者が喜び、結果としてクライアント企業に恩恵が降ってきて、最後に制作会社にも降ってくるという視聴者・社会を最上位に置いた考え方である。

## 制作番組

### マイカンパニーTV
カウテレビジョンでは企業のHPに導入するサービスはしていなかったが、当時ピエトロの村田邦彦社長が出演するインタビュー番組を会社のHPに掲載して広報に役立てたい、というピエトロからの打診をきっかけに、2008年、この著作物を企業にレンタルするというビジネスモデル、マイカンパニーTVがスタートした。
2014年ごろまでマイカンパニーTVの映像ファイルはFLVサーバーにおいて管理していたが、視聴が集中するとサーバーを圧迫しダウンする事態がおこっていた。2015年ごろから映像の埋め込み形式をFLVからYouTubeの埋め込みに仕様を変更した。

### 社長室101
現在では、様々な社長インタビューをする番組がこの世の中には多く存在するが、カウテレビジョンの経営者に対するインタビュー番組はその先駆けと言える。原点は記者から独立した高橋が地元のナンバーワン経営者から経営のコツや営業のコツを学ぶということからスタートした。高橋が考えたのは、地元で活躍して長い間経営者として事業を伸ばしている社長たちに話を聞くことで何かビジネスのヒントになるのではないかという思いで始まったのが社長室101。主なコンテンツ内容はどのように世の中の人々に愛し愛され続けているのか、どのように社員を育成するのか。そういった内容をインタビューする番組である。

### 企業ドキュメント
カウテレビジョンは、テレビスタイルの映像制作をメインとしている。主に企業の経営者や、現場の社員たちがどのような想いで働いているのかを社会に対して伝えることを目的としている。
カウテレビジョンが制作している主な企業ドキュメンタリーは2016年現在で70社ほど、内約50が社福岡近隣。主な取材地域は福岡と東京の近郊エリア。そのほとんどが地域、業界でナンバーワンのシェアやスキルを持つ企業、もしくは長年企業で活躍している所、中には100年の歴史を持つ企業も存在する。カウテレビジョンの企業ドキュメンタリーのルーツは創業者高橋のテレビ西日本の制作手法を色濃く反映している。そのポイントは企業「社会性でもって斬る」。この企業が世の中に対して世の中のどんな困りごとを解決していく企業なのか、単なる企業のPRや広告項目的としたプロモーション映像ではなく、この企業が社会に対してどのような役割を持っているのか、業界を含めた紹介をする。
カウテレビジョンの企業ドキュメンタリー制作のポリシーのひとつに「記者は企業の提灯持ちになるな」。これは、テレビ局報道部時代の記者の教えから来た。

## 社会貢献活動

### モチアップ早朝勉強会
2011年11月1日にインターネット上で経営を学ぶサービス、「モチアップシアター」をサービスイン。その配信コンテンツを使った朝の勉強会、「モチアップ早朝勉強会」を2012年2月1日にスタート。この勉強会はコンテンツを軸に、地域の業種・業界を越えた参加者が一堂に会し、業種・業界で輝く企業の経営者インタビューを見ながら、お互いの見識を高め合う勉強会。

### モチアップから派生した大学などへの授業プロデュース
モチアップの会員の一人に九州産業大学の教授がいた。モチアップはもともと社会人が朝勉強をする、朝活の走りであったが、そこへ大学生が徐々に参加し始める。学生が社会人と一緒になってディスカッションをする。そして、その学生が世の中を学び、大人馴れすることで社会のステップアップする様子をみた教授から、モチアップを大学内で開けないかという打診があった。2015年上期の授業で試験的に九州産業大学経営学科のゼミ中で導入が決定し、学生にモチアップがどのような効果をもたらすかその研究がスタートした。試験導入されたモチアップは2016年の下期の授業より正式に九州産業大学の教養科目、対象1〜4年生の授業として単位がでるようになる。

### 採用活動支援
カウテレビジョンの企業の採用活動を支援するサービスは2012年ごろから始まった。2011年までは商品のプロモーション、企業の周年の映像などの映像を作ってきたが、2012年ごろから社会のニーズの高まりと共に採用活動支援する映像に特化した経緯がある。2015年よりカウテレビジョンは採用難と就職難を克服するための取り組みをスタートさせた。

## インターンシップ活動
カウテレビジョンでは創業1年目から、学生インターンシップの活動を受け入れており、2016年11月の時点で190名を超えるインターンシップ生がカウテレビジョンから巣立っている。
地元の高校生から大学生・専門学校生と幅広く受け入れており、中には関東・関西からインターンシップを受けに来る学生もいる。インターンシップの内容としては、番組制作の体験(ロケ、撮影、インタビュー、編集、テロップ作成等)を主軸に、最近ではプロジェクト型のインターンシップと呼ばれるものも行っている。

## 受賞歴
- 2005年福岡市ステップアップ大賞受賞（福岡市創業支援室主催）[2]
- 2010年九州アントレプレナー大賞受賞（社団法人九州ニュービジネス協議会主催）[3]